# 马曲
马曲，是中国长江流域的一条河流，汇入金沙江右岸，属于金沙江水系。河长47千米，流域面积541平方千米，年均流量4立方米每秒。自然落差1669米。水能理论蕴藏量4万千瓦。